# Заставецький Богдан Іванович
Богдан Іванович Заставецький (5 листопада 1941, Литвинів, УРСР — 30 вересня 2000, Тернопіль, Україна) — український географ, кандидат географічних наук (1986), доцент. Член Всеукраїнській спілки краєзнавців України (1991). Депутат Тернопільської обласної ради (1990).

## Життєпис
Богдан Заставецький народився 5 листопада 1941 року у селі Литвинові, нині Підгаєцької громади Тернопільського району Тернопільської области України.
Закінчив географічний факультет Львівського університету (1965). Працював учителем географії в Копичинецькій середній школі (1965—1984), викладачем, доцентом, засновником і завідувачем катедри географії України (1992) Тернопільського державного педагогічного університету імені Володимира Гнатюка.
Перший редактор всеукраїнського часопису «Історія української географії» (1990, м. Тернопіль).
Голова товариства «Просвіта» у ТДПУ, Тернопільського відділу Українського географічного товариства (1990).
Помер 30 вересня 2000 року.

## Доробок
Автор понад 150 наукових праць, підручників, посібників, атласів, у тому числі «Соціально-економічна географія України» (Л.; 1994, 1995, 2000), «Географія населення України» (Т., 2001; співавтор), статей у «Географічній енциклопедії України» (К., 1989—1993), «Географії Тернопільської області» (Т., 1994, 1996, 1998, 2000, 2003; співавтор), нарисів-буклетів «Пам'ятники Кобзареві на Тернопільщині» (1989) та «Пам'ятники Іванові Франку на Тернопільщині» (1991; обидві — Т.).
Ініціатор і організатор всеукраїнської конференцій з історії української географії та картографії, краєзнавства.
Досліджував географію Західного регіону України, методику викладання географії; вагомий вклад у краєзнавство.